# Protestas en Turquía de 2025
Las protestas en Turquía de 2025 son un conjunto de manifestaciones y disturbios en contra del gobierno del presidente Recep Tayyip Erdoğan, que estallaron en la ciudad de Estambul y se extendieron en todo el país luego del arresto de Ekrem İmamoğlu, alcalde de Estambul y rival político de Erdoğan. Las reuniones representaron una importante oposición pública a lo que los participantes caracterizaron como acciones legales por motivos políticos contra İmamoğlu, quien fue el principal candidato de la oposición para las elecciones presidenciales turcas de 2028 y el principal rival político del presidente turco Erdoğan.
Las protestas se producen en el contexto de una crisis económica. El valor de la lira turca frente al dólar estadounidense cayó un 16,3% en los tres días posteriores al arresto de İmamoğlu.

## Antecedentes
Ekrem İmamoğlu, político de 54 años del Partido Republicano del Pueblo (CHP), había ejercido como alcalde de Estambul desde 2019. A lo largo de su carrera, logró victorias electorales significativas frente a los aliados del presidente turco Recep Tayyip Erdoğan en las elecciones municipales de 2019 y 2024, en las cuales el CHP consiguió el control de la mayoría de las principales ciudades turcas.
En los meses previos a su arresto, İmamoğlu había intensificado sus críticas al gobierno de Erdoğan, lo que derivó en varias acciones legales en su contra. El 19 de marzo de 2025, las autoridades turcas arrestaron a İmamoğlu, presentando acusaciones de corrupción y de proporcionar asistencia al Partido de los Trabajadores del Kurdistán (PKK), una organización considerada terrorista tanto por Turquía como por sus aliados occidentales. Además, cerca de 100 personas, incluidos periodistas y empresarios, fueron acusadas de presuntos delitos relacionados con contratos municipales. Los cargos contra İmamoğlu incluyeron el liderazgo de una organización criminal, el cobro de sobornos y la manipulación de procesos de licitación. A su vez, la Universidad de Estambul revocó el título académico de İmamoğlu, lo que lo descalificaría para participar en futuras elecciones presidenciales si se confirmaba.

## Cronología

### 19 de marzo

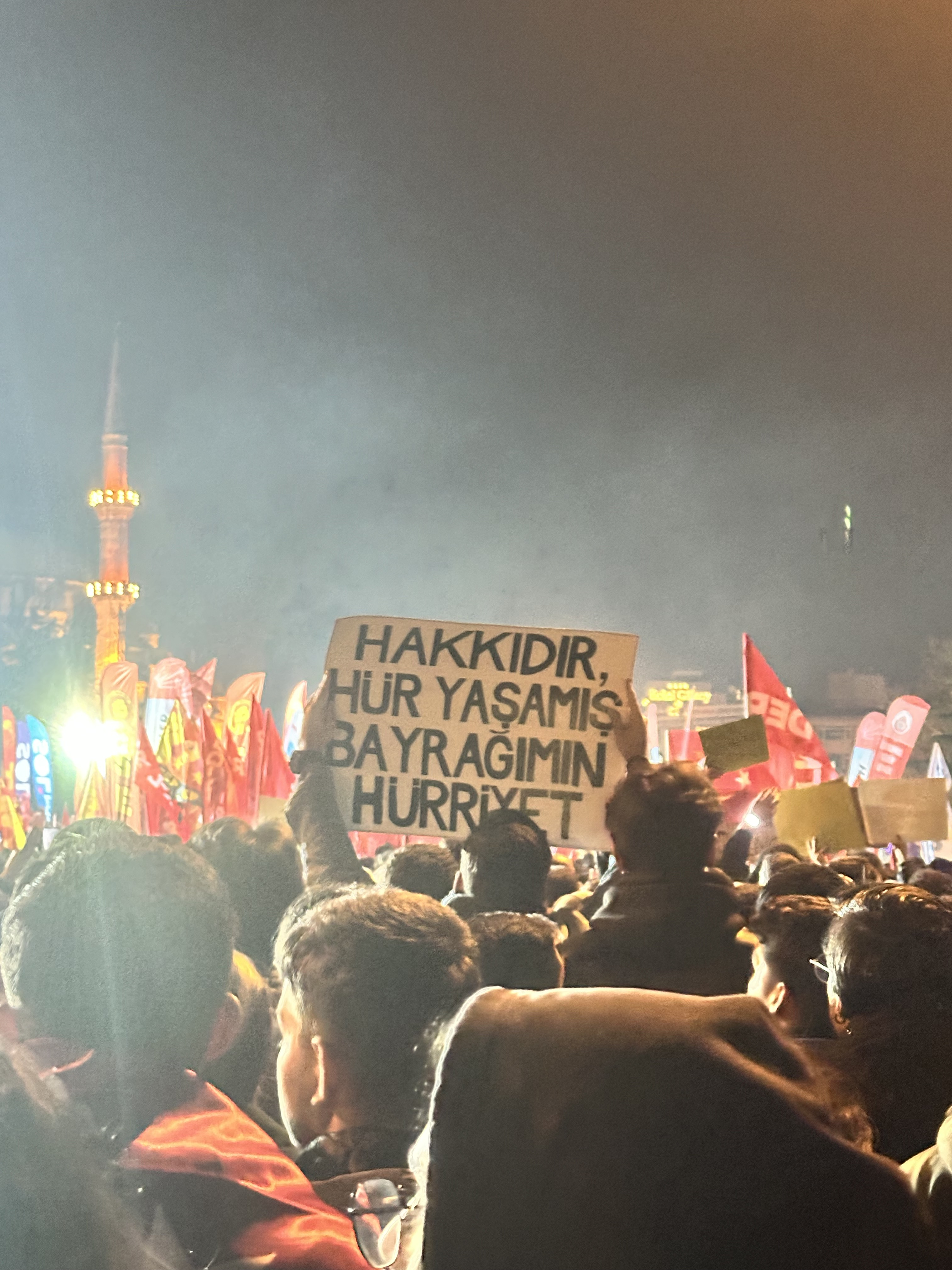
Imagen de una de las múltiples protestas realizadas en Turquía tras el arresto de İmamoğlu.

El 19 de marzo de 2025, el líder del CHP, Özgür Özel, calificó la detención como «un golpe de Estado contra nuestro próximo presidente» e instó a los grupos de la oposición a unirse en respuesta. A las pocas horas de la detención del alcalde, más de cien manifestantes se congregaron cerca de la sede central de la policía de Estambul, adonde İmamoğlu había sido trasladado tras su arresto. Los manifestantes expresaron su apoyo al alcalde detenido mientras coreaban consignas antigubernamentales y antierdoğan. Los manifestantes calificaron la detención como un ataque a los procesos e instituciones democráticos turcos, y algunos la describieron como «un golpe de Estado contra İmamoğlu», enfatizando que İmamoğlu había «derrotado a Erdoğan cuatro veces en las urnas» mediante procesos democráticos legítimos. Otros manifestantes expresaron su convicción de que la detención acabaría fortaleciendo el apoyo público a İmamoğlu, y muchos anticiparon el arresto y prometieron continuar las manifestaciones hasta que se revocara la decisión. Entre los participantes en las manifestaciones se encontraban trabajadores municipales. Decenas de miles de manifestantes se congregaron en torno a las oficinas municipales de Estambul, y Özel emitió declaraciones a la multitud instándola a seguir apoyando a İmamoğlu, a quien se refirió como «el futuro presidente de Turquía». Dilek İmamoğlu, esposa de Ekrem İmamoğlu, instó a los partidarios de la oposición a «alzar la voz», afirmando que: «El día que el gobierno decida quiénes son sus oponentes, morirá la democracia». Las Gobernaciones de Estambul y Ankara respondieron prohibiendo todas las reuniones públicas en toda la ciudad y desplegando fuerzas de seguridad para establecer barricadas alrededor de las instalaciones policiales. Unidades de la policía antidisturbios y cañones de agua se posicionaron para bloquear las vías de acceso a la sede.

### 20-21 de marzo
El 20 de marzo, estudiantes y profesores de trece universidades turcas realizaron manifestaciones o marchas de protesta, incluidas la Universidad de Estambul, la Universidad Politécnica de Estambul, la Universidad Técnica de Yıldız, la Universidad de Galatasaray, la Universidad de Bahçeşehir, la Universidad de Bellas Artes Mimar Sinan, la Universidad Dokuz Eylül, la Universidad del Egeo, la Universidad Bilken, la Universidad de Kocaeli, la Universidad de Anatolia, la Universidad de Mersin, la Universidad Eskişehir Osmangazi, la Universidad de la Democracia de İzmir y la Universidad del Bósforo. La policía intervino contra las protestas de las universidades de Mersin, Galatasaray, Dokuz Eylül, Ankara y Kocaeli, con tácticas que incluyeron el uso de gas pimienta, barricadas y fuerza física. A una estudiante manifestante en la Universidad de Kocaeli le rompieron la nariz después de que un agente de policía la pateara, mientras que otras seis personas fueron detenidas. Ese mismo día, el ministro del Interior de Turquía, Ali Yerlikaya, informó que a las 6:00 a. m. hora local del 20 de marzo aparecieron en línea más de 18,6 millones de publicaciones en redes sociales sobre los arrestos de figuras de la oposición. El 21 de marzo, las protestas se extendieron alrededor de todo el país.

### 22 de marzo
Las protestas continuaron en toda Turquía. La detención de İmamoğlu avivó aún más las movilizaciones antigubernamentales, que ya se estaban desarrollando en las principales ciudades. Las protestas fueron impulsadas por partidos de la oposición, sindicatos, grupos de derechos civiles y ciudadanos comunes, quienes expresaron su descontento con lo que consideraban acciones cada vez más autoritarias del gobierno de Erdoğan. Estas protestas se habían intensificado en los días previos, pero el 22 de marzo marcó su punto álgido, con manifestantes que exigieron la liberación inmediata de İmamoğlu y exigieron el fin de las medidas gubernamentales que consideraban antidemocráticas. El 23 de marzo, residentes turcos en Malta realizaron una protesta en La Valeta contra el arresto de İmamoğlu.

### 24 de marzo
El 24 de marzo, el ministro del Interior turco, Ali Yerlikaya, afirmó que la policía turca había arrestado a 1 133 personas desde el inicio de las protestas el 19 de marzo. Entre los arrestados se encontraba un fotógrafo de la Agence France-Presse y nueve periodistas turcos que cubrieron las protestas en varias ciudades; se desconocen los motivos de sus arrestos. Ese mismo día, X (a cargo de Elon Musk) declaró que se opone a múltiples órdenes judiciales de las autoridades turcas para bloquear más de 700 cuentas antigubernamentales, incluidas varias organizaciones de noticias, periodistas y políticos en Turquía.

### 25 de marzo
El martes 25 de marzo, un juez turco ordenó la prisión preventiva de siete periodistas, entre ellos el fotógrafo de la Agencia France-Presse Yasin Akgül, acusados por las autoridades de participar en una «manifestación ilegal». Según un documento judicial, se les acusa de «negarse a dispersarse a pesar de la advertencia durante una manifestación». La Agencia France-Presse exigió la liberación del fotógrafo. La decisión del tribunal fue calificada de «escandalosa» por Reporteros Sin Fronteras, organización internacional de libertad de prensa. La Unión de Fotoperiodistas Turcos también la denunció, calificándola de «ilegal, abusiva e inaceptable». Ese mismo día, la gobernación local extendió la prohibición de reuniones en Ankara, la capital de Turquía, hasta el 1 de abril.

### 29 de marzo
Cientos de miles de personas se manifestaron en Estambul, esto porque el partido de oposición el CHP se levantó en rechazo al arresto del alcalde Ekrem İmamoğlu el alcalde estambuli quien se presentó como candidato presidencial del movimiento kemalista pero el estado sostiene que tiene acusaciones de corrupción y vínculos con terrorismo, esta sería la primera manifestación del partido republicano del pueblo se les acusa de «negarse a dispersarse a pesar de la advertencia durante una manifestación». La Agencia France-Presse exigió la liberación del fotógrafo. La decisión del tribunal fue calificada de «escandalosa» por Reporteros Sin Fronteras, organización internacional de libertad de prensa. La Unión de Fotoperiodistas Turcos también la denunció, calificándola de «ilegal, abusiva e inaceptable». Ese mismo día, la gobernación local extendió la prohibición de reuniones en Ankara, la capital de Turquía, hasta el 1 de abril.

## Reacciones

### Nacionales

#### Gobierno turco
Tras la detención de İmamoğlu y durante las protestas posteriores, la Gobernación de Estambul prohibió todas las reuniones públicas y manifestaciones en toda la ciudad durante cuatro días. También cerró las principales carreteras y redes ferroviarias del centro de Estambul. Se restringió el acceso a diversas plataformas de redes sociales, como X, YouTube, Instagram y TikTok, según informes de organizaciones de monitoreo de internet.
El gobierno turco negó las acusaciones de los manifestantes y los partidos de la oposición, afirmando que el poder judicial operaba con independencia de la influencia política. Al ser preguntados específicamente sobre las afirmaciones de que la detención tenía motivaciones políticas, los representantes de la oficina del presidente Erdoğan no hicieron declaraciones de inmediato. Días después, Erdoğan se pronunció a favor de la independencia judicial y calificó las protestas de «alteración del orden público». 
Las líneas de metro y el transporte en autobús fueron interrumpidos en la estación de la Universidad Técnica de Oriente Medio de Ankara durante las protestas estudiantiles.

##### Represión de las redes sociales
El ministro del Interior de Turquía, Ali Yerlikaya, anunció la mañana del 20 de marzo que las fuerzas del orden habían identificado a 261 «sospechosos de ser administradores de cuentas» que presuntamente compartían contenido que «incitaba al odio y la hostilidad» y a « incitaba a la comisión de delitos». Las autoridades detuvieron a treinta y siete personas en relación con estas acusaciones, y continúan los esfuerzos para aprehender a más sospechosos.
Las autoridades turcas han solicitado el bloqueo de 700 cuentas en la red social X (antes Twitter), pero la red se ha negado.

### Internacional

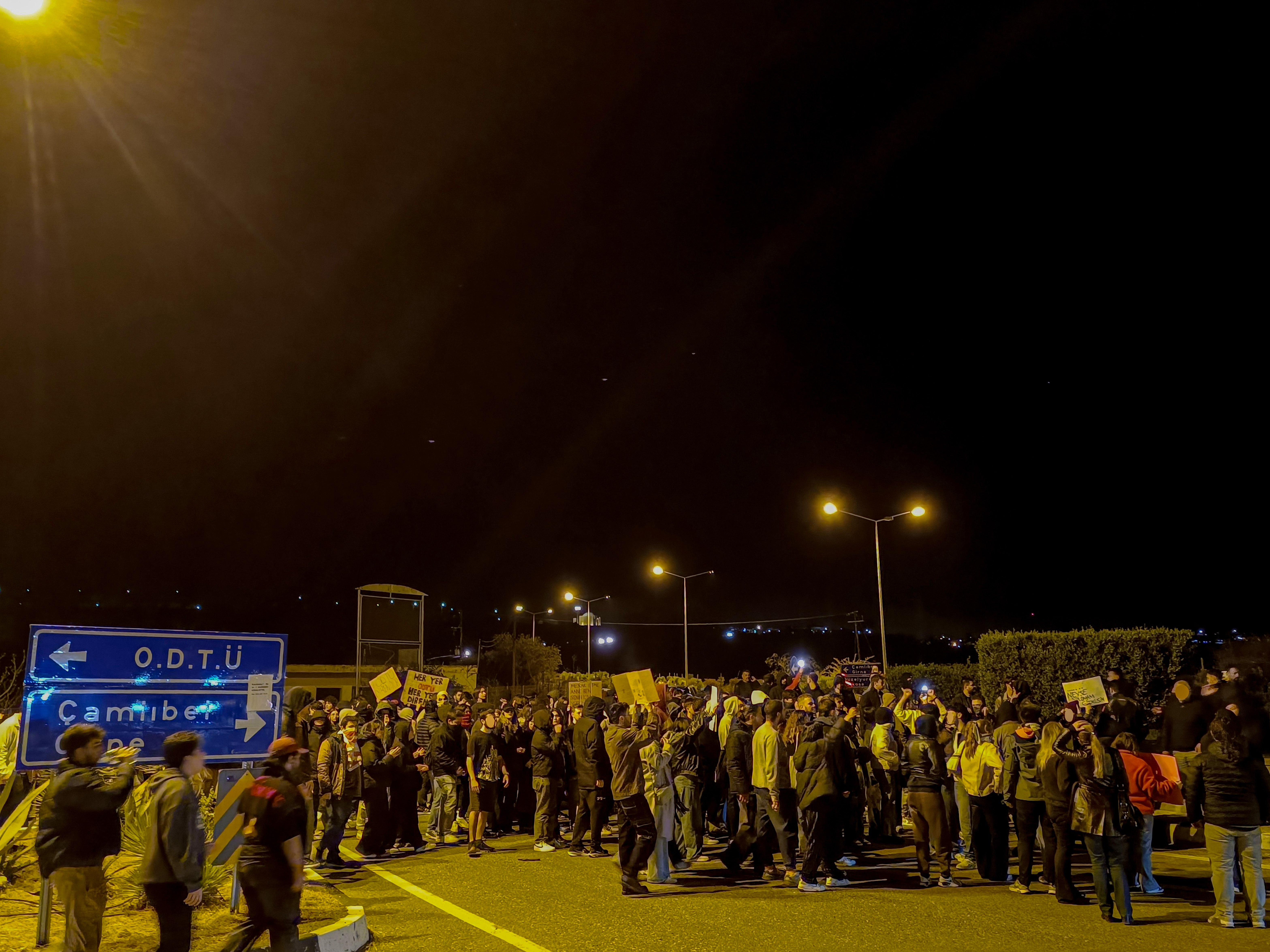
Protestas contra el gobierno turco en el norte de Chipre el 21 de marzo de 2025.

La detención de İmamoğlu y las protestas subsiguientes atrajeron la atención internacional, y varios gobiernos y organizaciones de derechos humanos expresaron su preocupación por el retroceso democrático en Turquía. La directora regional adjunta de Amnistía Internacional para Europa, Dinushika Dissanayake, calificó las acciones del gobierno turco de «draconianas» y de una intensificación de la «represión de la disidencia pacífica» para limitar la libertad de reunión y de expresión.
La presidenta de la Comisión Europea, Ursula von der Leyen, afirmó que Turquía debía mantener sus valores democráticos para evitar perder su condición de país candidato a la Unión Europea, y afirmó que la Unión Europea deseaba mantener una estrecha relación con Turquía. Una declaración conjunta de la Alta Representante de la Unión Europea para Asuntos Exteriores y Política de Seguridad, Kaja Kallas, y la Comisaria de Vecindad y Ampliación, Marta Kos, remarcó que la Unión Europea exigía a Turquía un mayor nivel de cumplimiento de los valores democráticos debido a su condición de país candidato y a su pertenencia al Consejo de Europa.